# Honda Quint
O Honda Quint é um automóvel de segmento C fabricado pela Honda no Japão de 1980 a 1985. Foi introduzido em fevereiro de 1980 no Japão como uma versão liftback de cinco portas do Honda Civic, sendo mais sofisticado que o Civic, e foi vendido no canal de vendas Honda Verno no Japão. O Quint foi disponibilizado para mercados de exportação, incluindo a Europa e o Sudeste Asiático em 1981, com o nome de exportação sendo Honda Quintet. A partir de 1983, este modelo também foi vendido na Austrália como Rover Quintet. O Quint foi sucedido pelo Honda Quint Integra em 1985.
O carro estava disponível com um motor de quatro cilindros de 1.602 cc que desenvolve 80 PS e 126,5 N⋅m de torque. Este motor era acoplado a uma transmissão manual de cinco velocidades ou uma semiautomática opcional de duas velocidades com overdrive. Uma versão de três velocidades do semiautomático Hondamatic o substituiu em 1982. Direção hidráulica sensível à velocidade (não no modelo básico) e suspensão totalmente independente com suspensão MacPherson e barras estabilizadoras dianteiras e traseiras também foram apresentadas. Os modelos de topo tinham ar condicionado, travamento central, vidros elétricos e teto solar elétrico. As versões especificadas japonesas reivindicam 90 PS por causa do EP Engine JIS.

## Austrália
A Jaguar Rover Australia vendeu o Honda Quint na Austrália sob o nome "Rover Quintet" de 1983 a 1985. Fabricado no Japão pela Honda, o Quintet foi o primeiro Honda a ostentar o emblema Rover. Como o Rover Quintet, o interior recebeu acabamento em madeira, como tipificado nos posteriores Rover baseados na Honda feitos na Grã-Bretanha, e os assentos foram revestidos em tecido Moquette. Um rádio cassete estéreo Pioneer era padrão. O Rover Quintet foi substituído pelo Rover 416i, uma versão rebatizada do Honda Integra.
- Rover Quintet (mercado australiano)
- Rover Quintet (Austrália)